# 烏多姆利亞
57°52′N 35°01′E / 57.867°N 35.017°E
烏多姆利亞（羅馬化：Udomlya）是俄羅斯特維爾州北部的一個城市，距特維爾州西北225公里。2002年人口31,961人。
1869年建立，1974年加里寧核電廠開工。1981年設市。